# 淡路国
淡路国（あわじのくに）は、かつて日本の地方行政区分だった令制国の一つ。南海道に属する。兵庫県淡路島・沼島にあたる。

## 「淡路」の名称
律令制以前は淡道国造の領域であり、「淡道」の表記であった。律令制において令制国のひとつとなり「淡路」の表記となった。

## 沿革
『古事記』『日本書紀』の『国産み神話』では、日本列島で最初に生まれた島とされ、島内には伊弉諾神宮が祀られている。
5世紀の仁徳天皇の御代に設置された淡道国造に起源を持つものと推定される（国造本紀）。古くは津名郡と三原郡で構成されていた。
律令制の下で、田畑の面積が少なくとも一国として成立した。しかし『延喜式』や平城京などから発見された木簡によると租庸調に加え、贄（にえ）とよばれた海産物（主に魚）を直接に朝廷の内膳司（天皇家、朝廷の食膳を管理した役所）に納めていたことが分かっている。このことにより、朝廷にとって淡路国が特殊な位置にあったとする説がある（御食国を参照）。
天平宝字8年（764年）10月、淳仁天皇を廃して「淡路国の公」として淡路に配流する。一院に幽閉するが、その一院がどこであったか分かっていない。そして、山稜に葬られ、『延喜式』諸稜寮の項にその稜は「淡路国三原郡にあり」と記すが、その位置については諸説あって確定していない。
応仁の乱後、各国の守護職もしだいに領主化して守護大名に変化していき、更に時代がくだると、その守護大名も守護職を家臣や守護代、国人に奪い取られる事が多くなり、淡路国歴代の守護であった細川氏の場合、守護代、小守護、国人とも守護を圧するほどには成長しておらず、守護職を奪い取られるという事はなかった。しかし、最後の守護と思われる細川尚春は、三好之長によって殺された。その後は三好氏の勢力下を経て、四国攻めの過程で羽柴氏に制圧された。

### 戦国時代～江戸時代初期の移封
- 細川尚春 - 淡路守護。三好之長により殺害。
- 洲本安宅氏（安宅氏分家） - 安宅治興は三好長慶弟・冬康を養子に迎え、三好氏の傘下に。
- 三好氏 - 織田信長によって滅亡。冬康の子・信康は織田氏の支配下に。
  - 岩屋城 - 淡路国津名郡（現在の兵庫県淡路市）にあった日本の城。文禄3年（1594年）廃城。

天正9年（1581年）、羽柴秀吉の淡路侵攻を受け岩屋城落城。
- 中国国分 - 羽柴秀吉と毛利輝元の同盟関係が成立した天正11年（1583年）以降、中国地方に対する大名など諸領主への領土配分
  - 間島氏勝 - 赤松氏の支族であった播磨国の旧福中城主。天正11年（1583年）、淡路岩屋城3000石の城主に[1]。
  - 仙石秀久 - 淡路国5万石で入府。（→天正13年（1585年）、四国攻めの軍功により讃岐高松城10万石へ加増転封）
  - 加藤嘉明 - 天正14年（1586年）、津名三原郡志知城（志智城）（兵庫県南あわじ市）1万5,000石。

文禄3年（1594年）2月、岩屋・群家内間島分1700石が増封[注釈 1][2]。天正15年（1587年）7月伊予正木（愛媛県松前町）に加増転封。
  - 脇坂安治 - 淡路洲本藩3万石。（→慶長14年（1609年）、伊予大洲藩転封）
  - 菅達長 - 淡路国の国衆（土豪）。志知・釜口・岩屋・須本。旧領安堵のち、伊予に転封。
- 藤堂高虎 - 藤堂高虎（伊予宇和島城8万石・今治城12万石）の属領。（→伊勢津藩転封。伊予越智郡2万石は飛び地として高虎に残る）
- 池田輝政 - 慶長15年（1610年）、播磨姫路藩主・池田輝政に淡路一国が加増。淡路は姫路藩（海向かい）の属領となる。
- 池田忠雄 - 池田輝政三男。慶長18年（1613年）1月に輝政が死去、淡路6万3千石が分与され、再び洲本藩が立藩。

元和元年（1615年）、岡山藩主で早世した兄・池田忠継の後を継いで忠雄が岡山藩に移ったため、洲本藩は廃藩。
- 蜂須賀至鎮 - 大坂の陣で軍功を挙げ阿波藩（明治以降に徳島藩と改称）とともに加増。

大坂の陣（慶長20年（1615年））の報償として、阿波蜂須賀家に岩屋を除く淡路7万石が加増。寛永3年（1617年）に岩屋も加増。幕末まで家老の稲田氏が洲本城代として淡路国を統治する。

### 近世以降の沿革
- 「旧高旧領取調帳」の記載によると、明治初年時点では国内の全域が阿波徳島藩領であった。（258村・136,576石余）
  - 津名郡（124村・77,851石余）、三原郡（134村・58,725石）
- 明治3年9月17日（1870年10月11日） - 庚午事変の処分により、稲田家が日高国新冠郡・静内郡・根室国花咲郡の一部（後の色丹郡）に移転。
- 明治4年
  - 5月 - 津名郡の一部が兵庫県の管轄となる[注釈 2]。
  - 7月14日（1871年8月29日） - 廃藩置県により、藩領が徳島県の管轄となる。
  - 11月15日（1871年12月26日） - 第1次府県統合により、全域が名東県の管轄となる。
- 明治9年（1876年）8月21日 - 第2次府県統合により兵庫県の管轄となる。

### 淡路国の城・館
淡路市
- 岩屋城 - 別名：俎板山城。淡路国津名郡
- 群家城 - 別名：田村氏館[注釈 3]。伊弉諾神宮近く。郡家村多賀
- 柳沢城
- 志筑城

洲本市
- 白巣城
- 炬口城
- 洲本城（上の城） - 別名：三熊城。安宅氏が築城し、その後仙石氏、脇坂氏が洲本藩主に。
洲本城天守台跡には1928年（昭和3年）、昭和天皇の即位の礼を記念して建てられた日本最古の模擬天守閣がある。
- 由良城 - 由良成山城（水軍城）。慶長16年(1610年)、池田忠雄が洲本城（上の城）を廃し、修築した。
寛永12年(1635年)、徳島藩2代藩主蜂須賀忠英の時代に由良が狭いため、城下町ごと由良城から洲本城に移転する（「由良引け」）
- 洲本城（下の城） - 由良引けの後に作られた平城の洲本城。江戸時代・蜂須賀家家老稲田氏が治めた城下町。跡地には淡路文化史料館。

南あわじ市
- 栗原城
- 志知城 - 別銘：志智城。淡路国三原郡志知村
- 庄田城 - 淡路国三原郡倭文。城主：船越景直。
- 養宜館 - 淡路国三原郡八木養宜中（三原平野東端）。淡路国守護・細川氏の居館があったとされる。
- 叶堂城 - （南あわじ市松帆古津路、感応寺）
- 前山城
- 上田城
- 柿の木谷城

など

## 国内の施設

### 国府
『和名抄』によれば、国府は三原郡にあった。現在の南あわじ市（旧三原郡三原町）神代国衙にあったと推定されるが、遺跡はまだ見つかっていない。

### 国分寺・国分尼寺
- 淡路国分寺

国分僧寺は、江戸時代に造営された護国山国分寺のある南あわじ市国分寺寺内に比定されている。今は、塔の心礎と跡石が残っているが、その礎石は創建当時の位置を保っておらず、伽藍の遺構も確認されていない。諸国国分寺で唯一創建当時の作とみられる丈六の釈迦如来坐像がある。

### 神社
延喜式内社
『延喜式神名帳』には、大社2座2社・小社11座11社の計13座13社が記載されている。大社2社は以下に示すもので、いずれも名神大社である。淡路国の式内社一覧を参照。
- 津名郡 淡路伊佐奈伎神社 （現 伊弉諾神宮、淡路市多賀）
- 三原郡 大和大国魂神社 （南あわじ市榎列上幡多）

総社・一宮以下
- 総社：総社十一明神社 （南あわじ市十一カ所） - 名神大社2社以外の式内社11社の祭神が祀られている。
- 一宮：伊弉諾神宮
- 二宮：大和大国魂神社

### 守護所
- 養宜館

南あわじ市八木養宜中。室町時代の約180年間、守護大名細川氏の守護所であった。鎌倉時代の守護所も同所であったとされる。

## 地域

### 郡
- 津名郡
- 三原郡

※郡名は『延喜式』による。
該当区域の面積は595.74k㎡、人口は14万3589人（2010年国勢調査速報値）。

### 江戸時代の藩
- 淡路洲本藩、脇坂家（3万石）→今治藩領→姫路藩領→池田家→徳島藩領

## 人物

### 国司

#### 淡路守
- 御輔真男、承和8年（841年）任官
- 伴益友、天安2年（858年）任官
- 三善氏吉、貞観元年（859年）任官
- 時統諸兄、貞観5年（863年）任官
- 善道継根、貞観9年（867年）任官
- 伴貞宗、元慶5年（881年）任官
- 佐伯清氏、仁和3年（887年）任官
- 源頼親
- 三善為長、延久4年（1065年）任官
- 平教盛、仁平元年（1151年）任官
- 平宗盛、永暦元年（1160年）任官

### 守護

#### 鎌倉幕府
- 1190年～1193年 - （小野）横山時広
- ？～1200年 - 佐々木経高
- 1200年～1213年 - （小野）横山時兼
- 1213年～1221年 - 佐々木経高
- 1221年～1230年 - 長沼宗政
- 1230年～1243年 - 長沼時宗
- 1258年～1283年 - 長沼宗泰
- 1283年～1299年 - 長沼宗秀
- 1331年～1333年 - 長沼秀行

#### 室町幕府
- 1336年～1348年 - 細川師氏
- 1348年～1387年 - 細川氏春
- 1387年～1392年 - 細川満春
- 1398年～？ - 細川満俊
- 1402年～1404年 - 細川満久
- 1407年～1441年 - 細川満俊
- 1446年～？ - 細川持親
- 1467年～1485年 - 細川成春
- 1485年～1519年 - 細川尚春

### 戦国大名
- 三好氏
  - 安宅氏
  - 野口氏
  - 田村氏
- 豊臣政権
  - 仙石秀久
  - 脇坂安治
  - 加藤嘉明

### 武家官位としての淡路守

#### 江戸時代以前
- 長沼宗政
- 金井秀景
- 雀部重政
- 細川師氏
- 細川成春
- 細川尚春
- 脇坂安治

#### 江戸時代
- 播磨龍野藩主
  - 脇坂安照、第2代藩主
  - 脇坂安清、第3代藩主
  - 脇坂安興、第4代藩主
  - 脇坂安親、第7代藩主
  - 脇坂安宅、第9代藩主・老中
- 美濃大垣新田藩主
  - 戸田氏成、初代藩主
  - 戸田氏房、第2代藩主
  - 戸田氏之、第3代藩主
  - 戸田氏養、第4代藩主
  - 戸田氏宥、第6代藩主
  - 戸田氏綏、第7代藩主
  - 戸田氏良、第8代藩主
- 信濃須坂藩主
  - 堀直重、初代藩主
  - 堀直升、第2代藩主
  - 堀直英、第5代藩主
  - 堀直堅、第7代藩主
  - 堀直興、第10代藩主
  - 堀直武、第21代藩主
- 肥前五島藩主
  - 五島玄雅、初代藩主
  - 五島盛利、第2代藩主
  - 五島盛勝、第4代藩主
  - 五島盛道、第7代藩主
- 三河刈谷藩土井家
  - 土井利以、第5代藩主
  - 土井利祐、第7代藩主
  - 土井利教、第9代藩主
- 備中足守藩木下家
  - 木下利当、第3代藩主
  - 木下利貞、第4代藩主
  - 木下利彪、第8代藩主
- 江戸時代その他
  - 前田利次、越中富山藩主
  - 土井利庸、三河西尾藩主
  - 本多忠周、三河足助藩主
  - 水野重良、紀伊新宮藩主
  - 水野重期、新宮藩主
  - 鳥居忠房、甲斐谷村藩主
  - 蜂須賀宗員、阿波徳島藩主
  - 蜂須賀茂韶、徳島藩主
  - 松平康映、和泉岸和田藩、播磨山崎藩、石見浜田藩主
  - 保科正純- 旗本、山田奉行